# Morris Minor
Morris Minor (tudi Mini, Cooper...) je model osebnega avtomobila, ki so ga pod različnimi imeni v letih 1959-2000 proizvajale številne tovarne vozil v Združenem kraljestvu: Morris Motors, Austin Motor Company, British Motor Corporation (BMC), British Layland, Rover Group in tudi drugod po svetu.